# Uriel-Klasse
Die Uriel-Klasse war eine Klasse von vier 52-Kanonen-Linienschiffen der Baltischen Flotte der Kaiserlich Russischen Marine, die zwischen 1715 und 1722 in Dienst stand.

## Allgemeines
Die Klasse wurde vom Schiffbauingenieur P. Vybe entworfen und zwischen 1713 und 1715 in Archangelsk (Weißes Meer) gebaut. Bis 1721/1722 wurden alle vier Einheiten außer Dienst gestellt.

## Einheiten
| Name                | Bauwerft             | Kiellegung    | Stapellauf | Verbleib                                             |
| ------------------- | -------------------- | ------------- | ---------- | ---------------------------------------------------- |
| Uriel (Уриил)       | Werft in Archangelsk | 1713          | Juni 1715  | Juni 1722 außer Dienst und in Amsterdam verkauft     |
| Yagudiil (Ягудиил)  | Werft in Archangelsk | 1713          | Juni 1715  | November 1721 außer Dienst und in Amsterdam verkauft |
| Selafail (Селафаил) | Werft in Archangelsk | 20. Juni 2014 | Juni 1715  | 1721 außer Dienst, in den Büchern bis 1724           |
| Varahail (Варахаил) | Werft in Archangelsk | 20. Juni 1714 | Juni 1715  | 1721 außer Dienst, in den Büchern bis 1724           |

## Technische Beschreibung
Die Klasse war als Batterieschiff mit zwei durchgehenden Geschützdecks konzipiert. Sie war ein Rahsegler mit drei Masten (Fockmast, Großmast und Kreuzmast). Der Rumpf schloss im Heckbereich mit einem Heckspiegel, in den eine Galerie integriert war, die in die seitlich angebrachten Seitengalerien mündete.
Die Besatzung hatte eine Stärke von 309 bis 330 Mann. Die Bewaffnung der Klasse bestand aus 52 Kanonen.
|        | Unteres Batteriedeck | Oberes Batteriedeck | Backdeck      | Achterdeck    | Kanonen (Geschossgewicht) |
| ------ | -------------------- | ------------------- | ------------- | ------------- | ------------------------- |
| Design | 22 × 18-Pfünder      | 22 × 8-Pfünder      | 8 × 4-Pfünder | 8 × 4-Pfünder | 52 Kanonen (149,31 kg)    |